# Слоговые согласные
Слоговые согласные или вокальные согласные — согласные, которые либо образуют слог сами по себе, как m, n, l в английских словах rhythm, button и bottle, либо находятся в центре слога, как r в американском произношении слова work. Диакритический знак для обозначения слоговости согласных в Международном фонетическом алфавите — вертикальная линия снизу (◌̩; U+0329). Если символ имеет нижний выносной элемент или диакритический знак снизу, используется вертикальная линия сверху (◌̍; U+030D), например [ŋ̍].
- В большинстве языков, где есть слоговые согласные, они являются носовыми или плавными. В очень немногих языках есть слоговые шумные согласные, такие как взрывные и фрикативные, в нормальных словах, хотя в английском языке есть слоговые фрикативные согласные в паралингвистических словах вроде shh! и zzz.

## Примеры

### Санскрит
Буквы санскрита ṛ [r̩] и ḷ [l̩] являются слоговыми согласными, аллофонами от обычных r и l. Продолжается реконструкция ситуации с праиндоевропейским языком, где носовые и плавные согласные имели слоговые аллофоны, [r̩ l̩ m̩ n̩].

### Китайские языки
В нескольких китайских языках, таких как кантонский и цюаньчжанский, присутствуют слоговые m ([m̩]) и ng ([ŋ̍]), которые стоят одни в качестве отдельных слов. Ранее в кантонском наиболее часто использовались в значении слова 'не' (唔, [m̭̍]), хотя последнее может обозначать 'пять' (五, [ŋ̬̍]) и фамилию Ын (Нг) (吳, [ŋ̭̍] или 伍 [ŋ̬̍], в зависимости от тона), среди других.